# 韦恩·克莱克洛
韦恩·R·克莱克洛（英語：Wayne R. Kreklow，1957年1月4日—），美国NBA联盟前职业篮球运动员、排球教练。他在1979年的NBA选秀中第3轮第53顺位被波士顿凯尔特人选中。